# 장희진 (1944년)
장희진(1944년 8월 16일~)은 대한민국의 배우이다.

## 출연작

### 드라마
- 1983년 《어머님 날 낳으시고》(KBS1)
- 1984년 《독립문》(KBS1)
- 1984년~1985년 《조선왕조 500년:설중매》(MBC)
- 1986년 《내 마음 별과 같이》(KBS2)
- 1987년 《TV 손자병법》(KBS2)
- 1987년 《땅에서도 이루어지소서》(KBS1)
- 1989년 《지포리에서 생긴 일》(KBS1)
- 1990년 《조선왕조 500년:대원군》(MBC) - 박마르타 역
- 1992년 《백번 선본 여자》(KBS2)
- 1993년 《희망》(KBS2)
- 1993년 《먼동》(KBS1)
- 1994년 《한명회》(KBS2) - 상궁 역
- 1995년 《장녹수》(KBS2) - 최 상궁 역
- 1997년 《욕망의 바다》(KBS2) - 최씨 역
- 1998년 《왕과 비》(KBS1)
- 2000년 《태조 왕건 (드라마)》 (KBS1) - 이 상궁 역
- 2002년 《야인시대》(SBS) - 박인애의 어머니 역
- 2003년 《찔레꽃》(KBS1) - 오포댁 역
- 2006년 《대조영》(KBS1) - 염 상궁 역
- 2008년 《우리들의 해피엔딩》(MBC)
- 2008년 《땀의 순교자 탁덕 최양업》(평화방송)
- 2011년 《광개토태왕》(KBS1) - 국내성 백성 역
- 2011년~2012년 《애정만만세》(MBC) - 장소선 역
- 2012년 《해피앤드 101가지 부부이야기 - 내 어머니, 당신 어머니》(채널A) - 문자 역
- 2012년 《제3병원》(tvN) - 김하윤의 어머니 역

### 연극
- 2010년 《존왕》
- 2005년 《악극 꿈에 본 내 고향》

### 뮤지컬
- 2010년 《누구를 위하여 종은 울리나》

## 학력
- 계성여자고등학교(졸업)
- 성균관대학교 국어국문학과(중퇴) → 명지대학교 국어국문학과(졸업)[2]

## 경력
- 1997년 제4회 세계여성극작가대회 한국대표

## 수상
- 1982년 동아연극상 연기상